# 深涌村

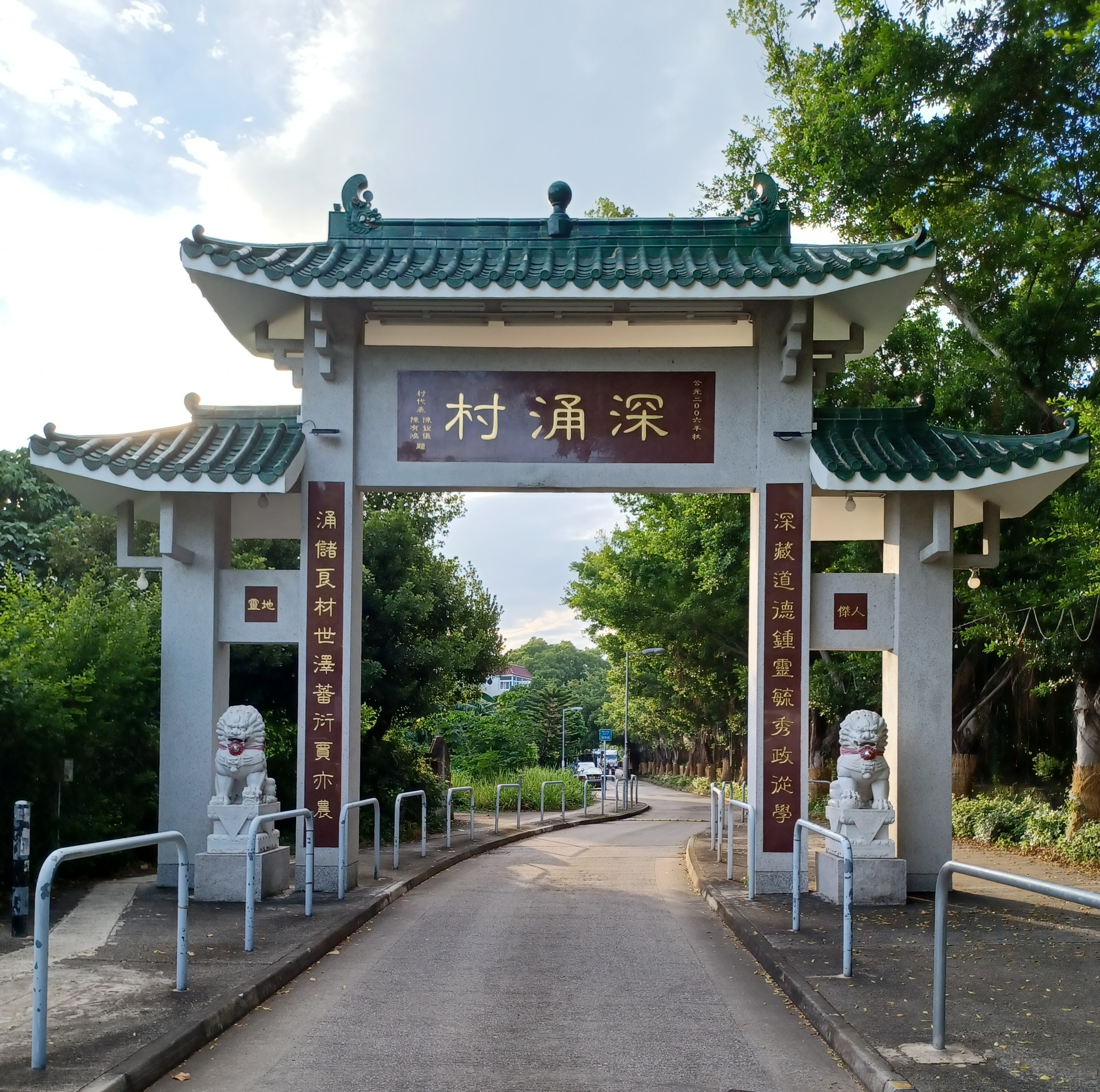
深涌村牌楼

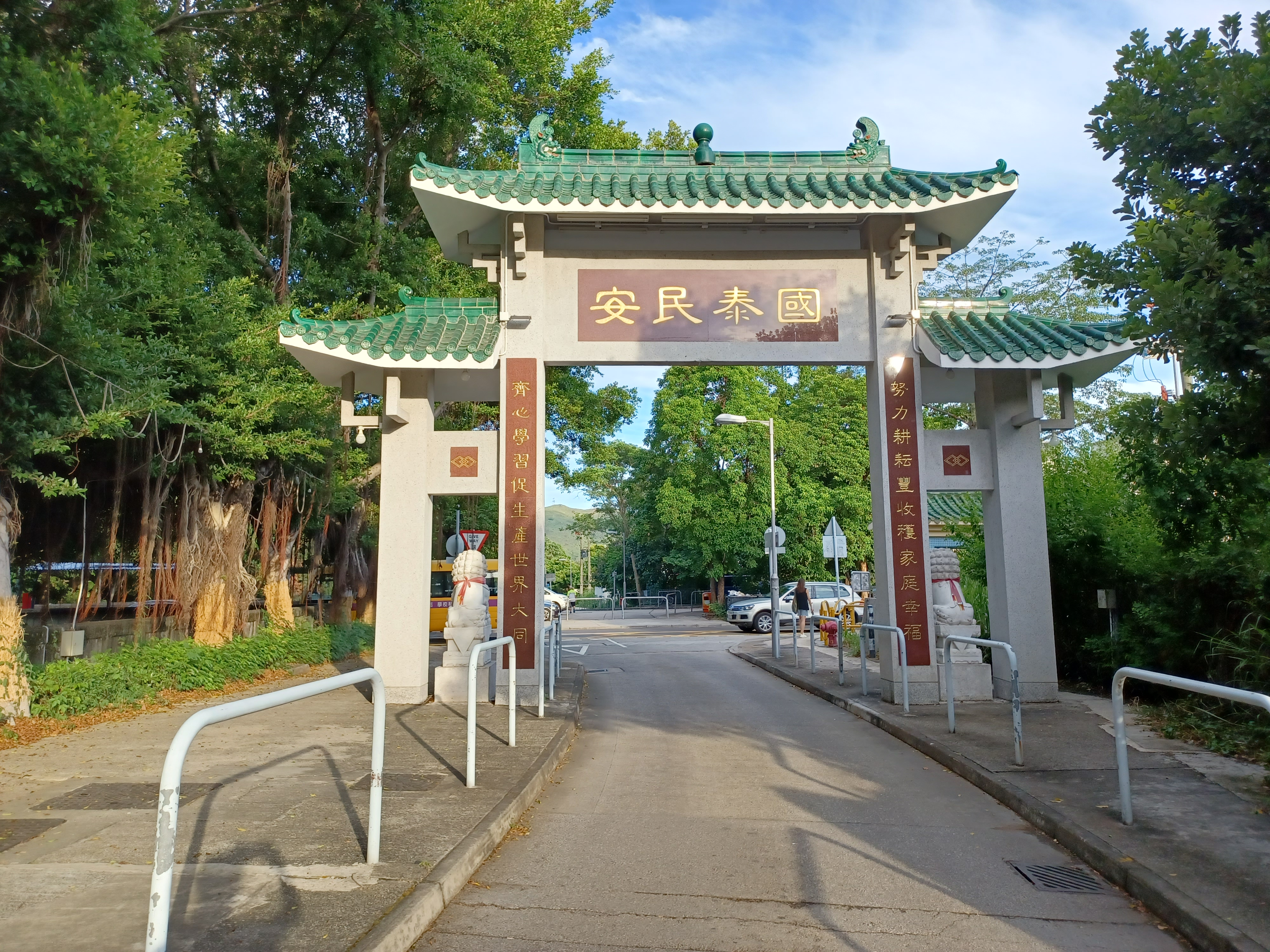
深涌村牌楼背面

深涌村是一條位於香港元朗區十八鄉的客家鄉村。

## 行政區劃
深涌村是新界小型屋宇政策下其中一條認可鄉村，亦為十八鄉鄉事委員會的鄉村代表之一。在選舉劃分上，該村被劃為十八鄉西選區，現時議席懸空（前任區議員為司徒博文）。